# مزمن (آلبوم)
«مزمن» (به انگلیسی: The Chronic) اولین آلبوم استودیویی رپر و آهنگساز اهل ایالات متحده آمریکا، دکتر دِره است که در ۱۵ دسامبر ۱۹۹۲ توسط رکورد لیبل خود، "دث رو رکوردز" منتشر شده و توسط، "پری او ریتی رکوردز" توزیع شد. همچنین اسنوپ داگ در چند ترک از آلبوم به همکاری پرداخته، که محرک شروع فعالیت هنری او شد.
رولینگ استون، این آلبوم را در لیست خود به نام، «۵۰۰ آلبوم برتر تاریخ» در رتبه ۱۳۸ قرار می دهد، که چهارمین آلبوم برتر هیپ-هاپ در این لیست است.
این آلبوم در چارت‌های در رتبه اول و در چارت‌های آمریکا جزو ده آلبوم اول قرار گرفت.